# Ignacio Campserver
Ignacio Campserver (Manresa, Barcelona, 16 de mayo de 1722 - Ferrera, Suiza, 1799) fue un filósofo, profesor y matemático español.

## Biografía
Ignacio Campserver nació en la ciudad barcelonesa de Manresa en 1722 e ingresó en la Compañía de Jesús el 16 de octubre de 1738. El 2 de febrero de 1756 profesó los cuatro votos. Fue profesor de Retórica y Filosofía en un colegio de Gerona, entre 1748 y 1757, y posteriormente estuvo haciendo de misionero. Tras su regreso de las misiones fue profesor de Matemáticas en los colegios de Barcelona y Calatayud, hasta que en 1767 fue desterrado a Italia. En su destierro prosiguió con sus estudios y falleció en Ferrera (actual Suiza) en 1799.